# Аорих
Аорих (Aorich) — вождь вестготов, правил в середине IV века.
Возможно, сын Ариариха. В 348 году проводил преследования христиан. Епископ го́тов Вульфила был вынужден покинуть народ вестготов и вместе со своими последователями бежать в Римскую империю. Констанций II принял изгнанных «с почестями» и поселил их у Никополя. Тут возник «многочисленный и невоинственный народ малых го́тов».